# Odd One
"Odd One" é uma canção escrita por Emma Anzai, Antonina Armato, Tim James, Shimon Moore, gravada pela banda Sick Puppies.
É o segundo single do terceiro álbum de estúdio, lançado a 14 de Julho de 2009, Tri-Polar.

## Paradas
| Parada (2009)                      | Posições |
| ---------------------------------- | -------- |
| Estados Unidos - Alternative Songs | 15       |
| Estados Unidos - Rock Songs        | 10       |